# Henri Rabaud
Pour les articles homonymes, voir Rabaud.
Œuvres principales
- Mârouf, savetier du Caire (1914)

Henri Rabaud, né à Paris (8e arrondissement) le 10 novembre 1873 et mort à Neuilly-sur-Seine le 11 septembre 1949, est un compositeur et chef d'orchestre français.

## Biographie

### Famille
Henri Benjamin Rabaud naît dans une famille d'artistes : son grand-père maternel, Vincent-Joseph van Steenkiste (1813-1896), plus connu sous le nom de Louis Dorus, est flûtiste solo à l'Opéra de Paris et professeur au Conservatoire. Son père, Hippolyte-François Rabaud est violoncelle solo de la Société des concerts du Conservatoire et professeur au Conservatoire de Paris. Sa mère, cantatrice, aurait été pressentie par Charles Gounod pour créer le rôle de Marguerite dans Faust[réf. nécessaire], attribué finalement à Caroline Miolan-Carvalho. Sa grand-tante, Julie Dorus-Gras (1805-1896), est une cantatrice célèbre qui s'était illustrée dans les opéras de Giacomo Meyerbeer (elle créa le rôle d'Alice dans Robert le Diable), Gioachino Rossini et Jacques Fromental Halévy.

### Formation
Il poursuit ses études au lycée Condorcet, dans la même classe que Proust, et reçoit une éducation musicale complète. Lorsqu'il rentre au Conservatoire de Paris, en 1891, il a déjà composé des Romances sans paroles (1890) pour violoncelle et piano ainsi qu'une Symphonie en ré mineur (1893), son opus 1, qui sera créée aux concerts d'Harcourt. Il a comme professeurs Antoine Taudou pour l'harmonie, André Gedalge et Jules Massenet pour la fugue et le contrepoint. Son condisciple Max d'Ollone témoigne que « ce grand jeune homme de 19 ans, maigre et barbu, [...] aux allures sérieuses et distantes, d'une culture littéraire et philosophique très étendue, dont l'indépendance d'esprit et la volonté tenace se lisaient sur son grave visage, en imposait presque à l'auteur de Manon. » Rabaud trouvait surtout l'enseignement de Massenet superficiel et a plus gagné de ses études personnelles des maîtres classiques viennois.

### Maturité
Pensionnaire de la villa Médicis, il obtient le Prix de Rome en 1894 à sa première tentative avec sa cantate Daphné (texte de Charles Raffalli). Le compositeur s'ouvre à la nouvelle musique et découvre Verdi, Mascagni et Puccini. L'œuvre est suivie d'une Symphonie en mi mineur (1896), créée plus tard par les concerts Colonne et d'un oratorio, Job (1897), qui est influencé par Franck et Wagner après avoir été réticent envers eux. Job porte la marque du mysticisme du premier et de Parsifal du second, même si elle est indubitablement française. L'œuvre obtient un vif succès. On lui doit aussi un Quatuor à cordes en sol mineur (1898) qui le rapproche, dit-on, de Felix Mendelssohn[réf. nécessaire], une Églogue inspirée de la première bucolique de Virgile (1899), Deux Divertissements sur des chansons russes (1899), un Psaume IV pour solistes, chœur et orchestre (1901), un Deuxième poème lyrique sur le livre de Job pour baryton solo et orchestre (1905) et un poème symphonique La Procession nocturne (1910), d'après un épisode du Faust de Nikolaus Lenau.
En 1901, il épouse Marguerite Mascart (1878-1935),, fille du premier directeur de Supélec puis du Bureau central météorologique, Éleuthère Mascart.
Il étrenne en 1908 avec la musique de scène du drame Le Premier Glaive une collaboration avec Lucien Népoty, qui sera le librettiste de son plus grand succès : l'opéra-comique Mârouf, savetier du Caire, tiré des Contes des mille et une nuits et créé salle Favart le 15 mai 1914 avec le baryton Jean Périer. C'est un triomphe et son œuvre maîtresse. Il composera encore pour le théâtre des musiques de scène pour Antoine et Cléopâtre et Le Marchand de Venise de Shakespeare, adaptation de Lucien Népoty, mis en scène par Firmin Gémier au théâtre Antoine en 1917-1918 et Paul et Virginie, de Guiraud et Népoty (théâtre Sarah-Bernhardt)
Son premier ouvrage lyrique, La Fille de Roland est une « tragédie musicale », d'après Henri de Bornier, créée à l'Opéra-Comique le 16 mars 1904 avec peu de succès, puis reprise après-guerre, à l'Opéra Garnier en 1922. Rabaud écrit lui-même le livret de L'Appel de la mer (d'après Riders to the Sea de J. M. Synge) drame musical créé à l'Opéra-Comique le 10 avril 1924 et dont le sujet présente le désespoir d'une mère (rôle créé par Suzanne Balguerie) à qui l'océan a enlevé cinq fils et s'apprête à lui ravir le sixième. Son opéra suivant, Rolande et le Mauvais Garçon, créé le 25 mai 1934 à l'Opéra avec Georges Thill sur un livret de Népoty, n'a pas le même succès. Martine, « scènes lyriques » d'après la pièce de Jean-Jacques Bernard, est créé à Strasbourg le 26 avril 1947. Son ultime opéra-comique composé en 1948, Le Jeu de l'amour et du hasard d'après la pièce éponyme de Marivaux, est créé de façon posthume le 19 novembre 1954 à l'Opéra de Monte-Carlo. Laissé inachevé, la partition est complétée par Max d'Ollone et Henri Busser.
Rabaud s'intéresse aussi au cinéma en composant la partition du film muet de Raymond Bernard Le Miracle des loups, premier drame cinématographique à être projeté à l'Opéra en 1924. Il renouvelle l'expérience en 1927 avec Le Joueur d'échecs du même réalisateur, ouvrant une voie nouvelle aux compositeurs.
Après avoir été élu à l'Académie des beaux-arts le 28 décembre 1918, il succède à Gabriel Fauré à la direction du Conservatoire de Paris le 1er octobre 1920, poste qu'il occupera jusqu'en 1941, lorsqu'il prend sa retraite. Son attitude durant l'Occupation lui sera reprochée plus tard, notamment pour s'être adressé spontanément, dès le 3 octobre 1940, aux autorités allemandes de Paris (dont ne dépendait pas le Conservatoire) pour leur soumettre le cas des professeurs et élèves juifs de son établissement, quatre jours avant la promulgation des lois sur le statut des Juifs.

### Chef d'orchestre
Sa carrière de chef d'orchestre débutée en 1897 est non moins importante puisqu'après Vienne et Rome, il dirige l'orchestre Lamoureux puis devient à partir de 1908 premier chef de l'Opéra de Paris. Il y dirige entre autres toutes les œuvres de Wagner. De 1918 à 1919, il est à la tête de l'Orchestre symphonique de Boston. En 1938, il effectue un voyage en Amérique latine où il dirige de nombreux concerts. De 1941 à 1946, il assure par intérim le poste de chef d'orchestre des Concerts Pasdeloup, jusqu'au retour d'Albert Wolff.

## Distinctions
- Commandeur de la Légion d'honneur en 1931, Officier en 1923, Chevalier en 1914.

## Œuvre
- Symphonie no 1 en ré mineur, op. 1 (1893)[9]
- Daphné, cantate du prix de Rome (1894)[10]

- Divertissement sur des chansons russes, op. 2, pour orchestre (1899)[11]
- Quatuor à cordes, op. 3 (1898)[12]
- Symphonie no 2 en mi mineur, op. 5 (1897)[13]
- La Procession nocturne, op. 6, poème symphonique (1898)[13]
- Églogue, op. 7, poème virgilien pour orchestre (1895)[13]
- Andante et scherzo, op. 8, pour flûte, violon et piano (1899)[14]
- Solo de concours, op. 10, pour clarinette et piano (1901)[15]

NB : ce morceau était une commande officielle du conservatoire de Paris à Rabaud
- Deuxième Poème lyrique sur le livre de Job, op. 11, pour baryton solo et orchestre, paroles tirées du texte de l'Ancien Testament d'après la traduction d'Ernest Renan (1905)[16]
- Le Premier Glaive, musique de scène (1908), pour le drame en 3 actes et en vers de Lucien Népoty (1878-1945). Création à Béziers, au Théâtre des Arènes, le dimanche 30 août 1908.
- Paul et Virginie, musique de scène pour la pièce de théâtre de Edmond Guiraud, d'après le roman de Bernardin de Saint Pierre (1922)

### Opéra
- La Fille de Roland, tragédie musicale en quatre actes de Paul Ferrier (1843-1920) d'après la pièce de Henri de Bornier (1825-1901) (1904, Choudens éditeur 1931) Création à Paris, salle Favart le 16 mars 1904
- Mârouf, savetier du Caire, opéra-comique en 5 actes (1914) Création à Paris, salle Favart le 15 mai 1914
- L’appel de la mer en un acte (1924) livret de Rabaud, d'après John Millington Synge. Création à Paris, salle Favart le 10 avril 1924
- Le jeu de l'amour et du hasard, opéra-comique en 3 acte d'après Marivaux (1948, inachevé). Création à Monte Carlo le 19 novembre 1954

### Œuvres vocales sacrées
- Job, oratorio pour soli, chœur et orchestre, opus 9 (1900, Paris, éd. Enoch & Cie)[17]
- Psaume IV, op. 4, pour soli, chœur et orchestre (1900, Paris, éd. Enoch et Cie)[18]
- Miserere mei, avec accompagnement de violon ou de violoncelle, harpe ou piano et orgue (2 tons). Paris, Enoch et Cie.

### Orchestration
- Gabriel Fauré, Dolly, six pièces pour piano 4 mains, op. 56 (orchestration de 1906, éd. Hamelle 1906) (BNF 42982822)

#### Correspondance
- Henri Rabaud (préf. Benoît Duteurtre), Correspondance avec Daniel Halévy et Max d'Ollone et écrits de jeunesse (1889-1907) – présentés et annotés par Michel Rabaud, Lyon, Symétrie, coll. « Collection Perpetuum mobile », 2008, 492 p. (ISBN 2-914373-24-4, ISSN 1965-0299, OCLC 310392670, BNF 41428786, présentation en ligne)
- Maurice Ravel, L'intégrale : Correspondance (1895-1937), écrits et entretiens : édition établie, présentée et annotée par Manuel Cornejo, Paris, Le Passeur Éditeur, 2018, 1769 p. (ISBN 978-2-36890-577-7 et 2-36890-577-4, BNF 45607052)Contient 4 correspondances de Maurice Ravel de 1912 à 1931 à Henri Rabaud (n°443, n°1427, n°1603, n°2385)

#### Ouvrages
- Paul Landormy, La Musique française après Debussy, Paris, Gallimard, 1943, 380 p. (OCLC 3659976)
- Max d'Ollone, Henri Rabaud, Paris, Heugel, 1957, 29 p. (BNF 43183088)
- Gustave Samazeuilh, Musiciens de mon temps ; chroniques et souvenirs, Paris, M. Daubin, 1947, 429 p. (OCLC 1166812, BNF 32601285)

#### Encyclopédies
- Albert Lavignac et Lionel de La Laurencie (Dir.), Encyclopédie de la musique et dictionnaire du conservatoire, vol. 1–11, Paris, Delagrave, 1913–1931 (OCLC 269272, BNF 37069136, lire en ligne), p. 3549–3550
- Marc Vignal, Dictionnaire de la musique, Paris, Larousse, 2005, 1516 p. (ISBN 2-03-505545-8, OCLC 896013420, lire en ligne), p. 827
- (en) Anne Girardot et Richard Langham Smith, The New Grove Dictionary of Music and Musicians : Rabaud, Henri, Londres, Macmillan, (édité par stanley sadie) seconde édition, 29 vols. 2001, 25000 p. (ISBN 9780195170672, lire en ligne)
- Francis Claudon (Dir.), Dictionnaire de l'opéra-comique français, Paris, P. Lang, 1995, 531 p. (ISBN 3906753425, OCLC 34518681, BNF 35859920)

### Liens contextuels
- Julie Dorus-Gras
- Louis Dorus
- Max d'Ollone